# Isabelle Vengerova
Pour les articles homonymes, voir Wengeroff.
Isabelle Vengerova (en russe : Ізабэла Венгерава ; Minsk, 17 février 1877 – New York, 7 février 1956) est une pianiste et professeur de musique biélorusse, naturalisée américaine.

## Biographie
Elle est née Izabella Afanasyevna Vengerova, à Minsk. Son frère aîné, Semyon Vengerov, est un éminent historien de la littérature. Elle étudie le piano au Conservatoire de Vienne avec Josef Dachs et en cours privés avec Theodor Leschetizky. Ensuite, elle se rend à Saint-Pétersbourg, pour y étudier avec Anna Esipova. De 1906 à 1920, elle enseigne au Conservatoire de Saint-Pétersbourg, et effectue des tournées à travers l'URSS et l'Europe de l'Ouest de 1920 à 1923, lorsqu'elle décide de s'installer aux États-Unis. À Saint-Pétersbourg en 1910, elle « grave » trois pièces en des rouleaux pour piano mécanique Welte-Mignon.
En 1924, elle est nommée professeur à l'Institut Curtis de Philadelphie et en 1933 à la faculté de musique du Mannes College, et enseigne dans les deux institutions, jusqu'à sa mort à New York, en 1956. Elle fait ses débuts avec l'Orchestre symphonique de Detroit dès 1925,. Vengerova était connue pour sa laborieuse attention aux détails et pour sa perspicacité psychologique, apte à révéler le meilleur de chaque élève. Elle niait suivre une méthode particulière,  mais ses étudiants les plus doués réussissaient un phrasé expressif et un ton brillant, en maintenant les doigts dans les touches pour réussir un legato évanescent et en touchant profondément dans les touches en utilisant le poids de l'avant-bras et en maintenant un poignet souple pour réussir une sonorité cantabile, pleine, mais sans aristas, en contrôlant le ton par les positions plus ou moins hautes du poignet.
Parmi ses élèves figurent Ralph Berkowitz, Samuel Barber, Leonard Bernstein, Lukas Foss, Anthony di Bonaventura, Gary Graffman, Abbey Simon,Gilbert Kalish (en), Leon Whitesell, Jacob Lateiner, Julien Musafia, Leonard Pennario, Menahem Pressler, Lilian Kallir, Dimitri Tiomkin et Stanley Babin.
Elle est la tante maternelle et première professeure de Nicolas Slonimsky.